# Павлово (Локнянский район)
Павлово — деревня в Локнянском районе Псковской области России. Входит в состав Локнянской волости.
Расположена у западной границы райцентра Локня.
Численность населения деревни составляла 46 жителей в 2000 году, 36 жителей в 2011 году.